# Zippy
Zippy es una marca de origen portugués especializada en moda infantil. Propiedad del grupo portugués Sonae, suma cerca de 35 establecimientos en el mercado español, una de las palancas de crecimiento del grupo.
Según el periódico modaes.es, es una importante empresa de moda infantil en el mundo, y encuentra en expansión en Latinoamérica, donde proyecta tiendas en países como Venezuela, Colombia, República Dominicana y Panamá. Actualmente Zippy está presente en 20 países.

## Internacionalización
Zippy entró en España en 2009, año en que expandió su negocio fuera de Portugal. En septiembre de 2010, Zippy llegó al Medio Oriente con la apertura de tiendas en Arabia Saudí. En junio de 2011, Sonae desembarca en Turquía con la apertura de su primera tienda Zippy. En julio del mismo año, el grupo luso entra en Egipto. En agosto, la cadena de moda infantil desembarca en Kazajistán.
En agosto de 2012, Sonae abre su primera tienda Zippy en Líbano. En octubre, inauguró su primera tienda de ropa infantil en la República Dominicana y Azerbaiyán. En noviembre Sonae inaugura su primera tienda Zippy en Venezuela.
En marzo de 2013, Sonae entra en el Norte de África con la apertura de tiendas de la marca Zippy en Marruecos. En septiembre la marca de ropa infantil inaugura su primera tienda en Jordania y en octubre en Catar.
En principio de 2014 Sonae sigue con su expansión internacional con la apertura de una tienda Zippy en Armenia y Kuwait. En octubre Sonae amplia su presencia en América Latina con la apertura en Chile de sus tres primeras tiendas Zippy.
En enero de 2015 Zippy abrió su primera tienda en Georgia, fortaleciendo su presencia en el Cáucaso. En marzo, Zippy desembarca en Ecuador y amplía la actividad a América Latina. En mayo Sonae refuerza su presencia global con la apertura de la primera tienda Zippy en Kurdistán y amplía su presencia en Oriente Medio.

## Innovación
En 2013 Zippy se convierte en la marca pionera a nivel mundial en integrar el código ColorADD en todas sus prendas, una ayuda para las personas que padecen daltonismo.
En 2013 Zippy también inicia el canal mayorista que en la actualidad cuenta con más de 175 puntos de venta en todo el mundo.
En 2015 la marca lanza dos colecciones con las que resolve dos necesidades propias del verano: una línea antimosquitos y otra de protección solar. También en 2015 Zippy lanza una línea antibacteriana para bebés.
En febrero de 2015 Zippy inaugura su tienda en línea en España con la intención de dar cobertura a todas las regiones del País.
En marzo de 2015 Zippy abre una tienda más moderna y tecnológica en Pozuelo de Alarcón (Madrid) bajo un nuevo concepto que la compañía implementará progresivamente en todos sus establecimientos. Un espacio omnicanal que ofrece servicios para los padres como un sistema interactivo para guiarles en la compra de productos de puericultura, alquiler de infladores para las ruedas de los carritos o carritos de cortesía y un playground digital para los niños.

## Premios
Zippy fue elegida en Portugal "marca de confianza" por tercer año consecutivo en la categoría de tiendas de ropa y cuidado de los niños. Zippy incluso fue elegida la mejor marca en 2015 en la categoría de Moda por la revista portuguesa Marketeer.